# Johanna von Portugal (1439–1475)

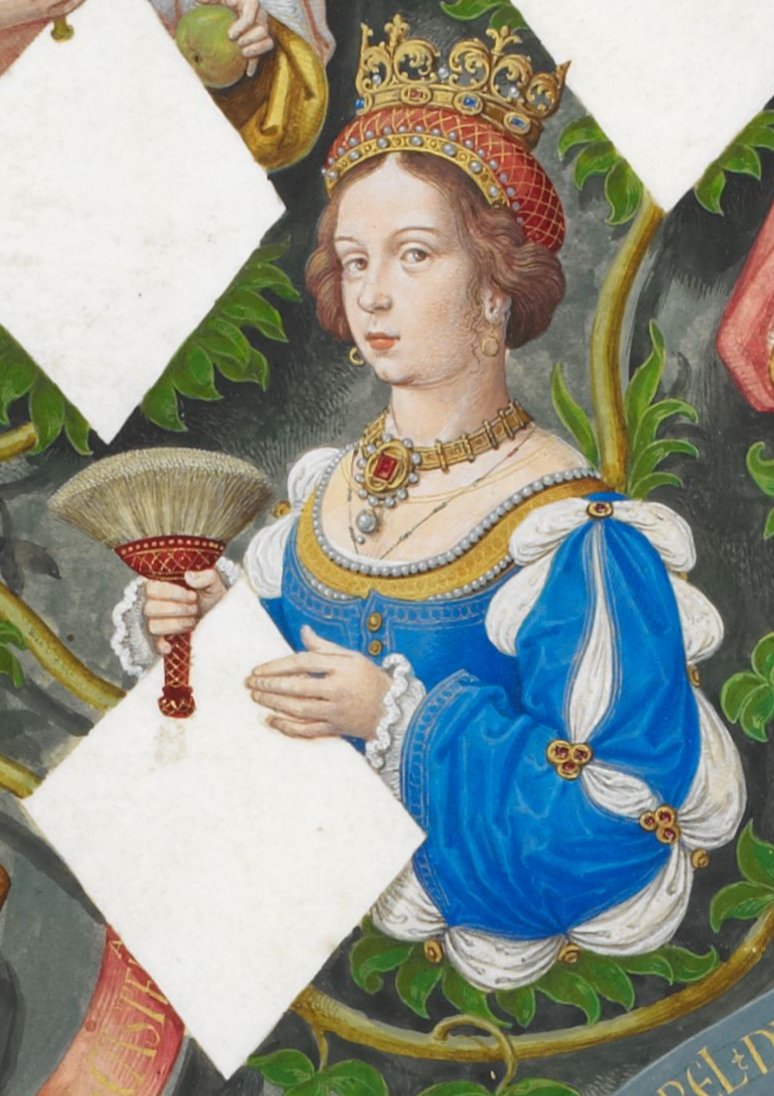
Johanna von Portugal auf einer Miniatur von Antonio de Hollanda ca. 1530

Johanna von Portugal, auch Johanna von Avis und Aragonien (portugiesisch Joana de Avis; spanisch Juana de Avis y Aragón; * 20. März 1439 in Almada (Portugal); † 13. Juni 1475 in Madrid), war Infantin von Portugal und ab 1455 durch Heirat mit Heinrich IV. Königin von Kastilien.

## Familie
Johanna wurde sechs Monate nach dem Tod ihres Vaters Eduard von Portugal geboren. Johannas Bruder war König Alfons V. von Portugal. Ihre Schwester Eleonore Helena von Portugal heiratete 1452 Kaiser Friedrich III.
Johannas Mutter war Eleonore von Aragonien, eine Tochter von König Ferdinand I. von Aragonien. Eleonore war die Tante von Johannas Ehemann Heinrich IV.
Johanna war die Cousine von Blanka von Navarra, der ersten Frau des Königs Heinrich IV. von Kastilien.

## Jugend
Johannas Vater Eduard hatte in seinem Testament seine Frau Eleonore als Regentin für Johannas Bruder Alfons eingesetzt. Nach teilweise gewalttätigen Auseinandersetzungen übernahm Johannas Onkel Peter von Portugal die Vormundschaft für Alfons. Eleonore verließ zusammen mit Johanna 1439 Portugal und starb 1445, als Johanna sechs Jahre alt war, in Toledo.

## Ehe Heinrichs mit Blanka
Am 15. September 1440 heirateten der damalige Fürst von Asturien Heinrich und Blanka von Trastámara und Evreux. Sie war die Tochter von Blanka, der Königin von Navarra und Johann, dem späteren König von Aragonien. Da die Brautleute Cousin und Cousine waren, wurde für die Eheschließung eine päpstliche Dispens benötigt. Diese Dispens lag vor. Nach dreizehn kinderlosen Ehejahren verlangte Heinrich die Erklärung der Ungültigkeit der Ehe. Das zuständige Kirchengericht des Bistums Segovia sprach, nach ausgiebigen Verhandlungen, die Nichtigkeit der Ehe aus. Die Ehe Heinrichs mit Blanka sei nicht vollzogen worden. Der Grund für die Nichtigkeit war die Impotenz Heinrichs ausschließlich Blanka gegenüber. Es wurde festgestellt, dass eine Verhexung vorlag, die zu Heinrichs Impotenz nur im Hinblick auf Blanka und nicht im Bezug auf andere Frauen führte. Diese Begründung ließ eine erneute Eheschließung Heinrichs zu.

## Eheschließung Heinrichs mit Johanna
Am 20. Mai 1455 wurde in Córdoba die Ehe zwischen König Heinrich IV. von Kastilien und der damals sechzehnjährigen Johanna von Avis und Aragonien geschlossen. Die Trauungsmesse zelebrierte der Erzbischof von Tours. Ein eigentlich wegen der nahen Verwandtschaft der Brautleute notwendiger Dispens des Papstes wurde nicht erwähnt.
Der portugiesische Hof stand der Heirat und dem Bräutigam misstrauisch gegenüber. Die Braut bekam keine Mitgift. Heinrich musste bei einer Bank in Medina del Campo hunderttausend Goldflorinen hinterlegen. Das Guthaben sollte Johanna als Entschädigung dienen, für den Fall von Heinrichs Tod oder wenn die Ehe wegen irgendeines Grundes beendet würde.

## Leben am Hof
Über das Leben am Hof des Königs gibt es verschiedene Berichte. Die Königin Johanna führte offenbar ein recht freizügiges Leben. Dem König dagegen wurde nachgesagt, dass er seinen homosexuellen Neigungen freien Lauf ließ.
Alfons und Isabella, die Halbgeschwister Heinrichs aus der zweiten Ehe seines Vaters, standen in der Thronfolge an zweiter und dritter Stelle. Sie lebten bei ihrer Mutter in Arévalo. Als Johanna nach sechsjähriger Ehe im Jahr 1461 schwanger wurde, hielten es die Berater Heinrichs für sinnvoll den damals 8-jährige Alfons und die 10-jährige Isabella am Königshof unter Aufsicht zu haben. Königin Johanna wurde verantwortlich für die Erziehung ihres Schwagers und ihrer Schwägerin.

## Geburt der Tochter Johanna
Am 28. Februar 1462 brachte die Königin nach fast siebenjähriger Ehe ein Mädchen zur Welt. Das Mädchen erhielt den Namen Johanna wie ihre Mutter. Zur Zeit ihrer Geburt schien niemand einen Zweifel an der Identität des Vaters geäußert zu haben. Die Cortes, die Heinrich in Madrid einberief, wurden auf Johanna von Kastilien als Thronfolgerin vereidigt. Einige Adelige erhoben Einwände gegen die Thronfolge von Johanna von Kastilien. Sie begründen diese aber nicht mit der unklaren Vaterschaft Heinrichs, sondern mit dem Problem der Thronfolge von Frauen. Erst einige Jahre später änderten sich die Verhältnisse und es begann eine Diskussion darüber, ob der König wirklich der Vater sein könne. Es gingen Gerüchte um und es wurden Spottverse in der Bevölkerung gesungen, nach denen die Vaterschaft Johannas Beltrán de la Cueva zugeschrieben wurde. Daraus ergab sich die später häufig verwendete Bezeichnung „Juana la Beltraneja“.

## Rebellion gegen Heinrich
Eine Gruppe von Adeligen, geführt von dem Erzbischof von Toledo Alfonso Carrillo, Juan Pacheco, dem Marqués de Villena und Pedro Girón de Acuña Pacheco, dem Großmeister des Calatrava-Ordens, war mit Heinrich seit langem im Streit um die Beteiligung des Adels an der Regierung. Diese Gruppe forderte im Mai 1464 in einem Manifest, dass der Infant Alfons und die Infantin Isabella, die seit 1461 am Hof lebten, in ihre Obhut übergeben würden. Alfons sollte an Stelle von Johanna von Kastilien als Thronfolger anerkannt werden.
Heinrich kam dieser Forderung teilweise nach und übergab den Infanten Alfons 1464 in die Obhut der Brüder Pacheco. Isabella dagegen blieb vorerst am Hof. In diesen Jahren gipfelte die Spannung zwischen dem König und Teilen des Adels in einer Rebellion und der Proklamation des 11-jährigen Alfons zum König Alfons XII. (Farsa de Ávila) In der Folge kam es zu verschiedenen militärischen Zusammenstößen zwischen den Anhängern von Alfons und Heinrich.

## Gefangenschaft auf der Burg von Alaejos
Im Jahr 1467 übergab Heinrich auf Druck der oppositionellen Adeligen seine Frau Johanna dem Erzbischof von Sevilla Alonso I. de Fonseca y Ulloa, der sie auf der Burg von Alaejos gefangen hielt. Diese Gefangenschaft war allerdings nicht sehr strikt. Johanna hatte in Alaejos ein Liebesverhältnis mit dem Neffen des Bischofs.
Am 15. August 1469 forderte Heinrich seine Ehefrau Johanna von Portugal auf nach Madrid zu kommen. Er schickte drei Adelige, die sie von Alaejos abholen und nach Madrid begleiten sollten. Johanna war aber im siebten Monat schwanger und ihr war klar, dass sie die Schwangerschaft am Hof nicht geheim halten konnte. Deshalb verließ sie die Burg von Alaejos in einer abenteuerlichen Flucht mit einem Seil über die Burgmauer. Dabei wurde sie von ihrem Liebhaber Don Pedro de Castilla y Fonseca, dem Neffen des Erzbischofs von Sevilla Alonso I. de Fonseca y Ulloa, unterstützt. Don Pedro brachte sie nach Buitrago, einer Ortschaft im Herrschaftsgebiet der Familie Mendoza. Hier gebar die Königin am 30. November 1469 die Zwillinge Andrés Apóstol de Castilla y Portugal und Pedro Apóstol de Castilla y Portugal. In der folgenden Zeit lebte die Königin in Trijueque, auf den Besitzungen der Familie Mendoza.

## Vertrag von Guisando
Nach dem Tod des Infanten Alfons / König Alfons XII. am 15. November 1468 kam es zu einer Annäherung zwischen den rebellischen Adeligen und König Heinrich. Im September 1468 fand eine Zusammenkunft aller Beteiligten in Toros de Guisando statt. Dabei wurden von dem anwesenden päpstlichen Legaten alle Personen von den bisher abgelegten Eiden auf Johanna von Kastilien entbunden.
Der Text, auf den man sich in Guisando einigte, erklärt Johannas Geburt als unrechtmäßig, nicht weil an der Vaterschaft Heinrichs gezweifelt wurde, sondern weil die Eheschließung zwischen Heinrich und Johanna von Portugal wegen der fehlenden Dispens ungültig sei. Es wurde vereinbart, dass die eheliche Gemeinschaft zwischen Heinrich und Johanna von Portugal zu beenden sei, (was bereits 1467 mit der Festsetzung Johannas auf der Burg von Alaejos geschehen war) und Johanna von Portugal zurück in ihr Heimatland geschickt werden solle. Johanna von Kastilien, die Tochter der Königin (man sprach hier nicht von der Tochter des Königs) sollte an den Hof geholt werden und nicht mit ihrer Mutter ins Exil gehen. Heinrichs Schwester Isabella wurde als Thronfolgerin anerkannt. Heinrich versprach, die Cortes einzuberufen, um sie auf Isabella zu vereidigen. Heinrich erhielt das ausschließliche Recht, Isabella einen Ehemann vorzuschlagen. Isabella dürfte diesen Vorschlag zurückweisen. Es war aber nicht vorgesehen, dass sie selbst einen anderen Heiratskandidaten vorschlagen könnte.

## Erklärung von Lozoya
Im Mai 1469 verließ Isabella den Hof und reiste nach einem Besuch bei ihrer Mutter nach Valladolid, um dort im Oktober den damaligen König von Sizilien und aragonischen Thronfolger Ferdinand zu heiraten. Da sie dafür nicht, wie das im Vertrag von Guisando vorgesehen war, die Zustimmung ihres Bruders Heinrich eingeholt hatte, fühlte sich Heinrich nicht mehr an den Vertrag gebunden.
Um die Veränderungen öffentlich darzustellen, fand im Oktober 1470 in Valdelozoya eine Veranstaltung statt. Die Königin Johanna und ihre Tochter befanden sich zu der Zeit in der Hand der Familie Mendoza. Sie wurden von Mitgliedern der Familie nach Valle del Lozoya begleitet. Dort wurde Johanna von Kastilien als Thronfolgerin bestätigt. Heinrich und Johanna von Portugal schworen feierlich, dass das Mädchen ihrer beider Tochter sei. Darüber hinaus wurde die Verlobung Johannas mit dem Bruder des französischen Königs Ludwig XI., dem Herzog der Guyenne Karl von Valois, angekündigt.

## Tod in Madrid
Nach dem Tod ihres Ehemannes Heinrich IV. zog sich Johanna von Portugal, die damals 36 Jahr alt war, 1475 in das Kloster San Francisco in Madrid zurück. Dort starb sie am 13. Juni 1475.

## Kinder
Mit Heinrich IV. hatte Johanna eine Tochter:
- Johanna von Kastilien (* 1462; † 1530) ⚭ Alfons V. von Portugal.

Mit Pedro de Castilla y Fonseca hatte sie zwei Söhne:
- Pedro Apóstol de Castilla y Portugal (* 30. November 1470 in Buitrago; † 1506 in Alcalá de Henares)
- Andrés Apóstol de Castilla y Portugal (* 30. November 1470 Buitrago; † 1536) Komtur (Comendador) des Santiagoordens

## Vorfahren
| Ahnentafel Johanna von Portugal (1439-1475)             | Ahnentafel Johanna von Portugal (1439-1475)                             | Ahnentafel Johanna von Portugal (1439-1475)                             | Ahnentafel Johanna von Portugal (1439-1475)                                         | Ahnentafel Johanna von Portugal (1439-1475)                                         | Ahnentafel Johanna von Portugal (1439-1475)                                        | Ahnentafel Johanna von Portugal (1439-1475)                                        | Ahnentafel Johanna von Portugal (1439-1475)                                        | Ahnentafel Johanna von Portugal (1439-1475)                                        |
| ------------------------------------------------------- | ----------------------------------------------------------------------- | ----------------------------------------------------------------------- | ----------------------------------------------------------------------------------- | ----------------------------------------------------------------------------------- | ---------------------------------------------------------------------------------- | ---------------------------------------------------------------------------------- | ---------------------------------------------------------------------------------- | ---------------------------------------------------------------------------------- |
| Urgroßeltern                                            | Peter I. von Portugal (1320-1367) oo Teresa Gille Lourenço (* 1330)     | Peter I. von Portugal (1320-1367) oo Teresa Gille Lourenço (* 1330)     | John of Gaunt, 1. Duke of Lancaster (1340-1399) ⚭ Blanche von Lancaster (1341-1368) | John of Gaunt, 1. Duke of Lancaster (1340-1399) ⚭ Blanche von Lancaster (1341-1368) | Johann I. von Kastilien (1358-1390) ⚭ Leonore von Aragonien (1358-1382)            | Johann I. von Kastilien (1358-1390) ⚭ Leonore von Aragonien (1358-1382)            | Sancho von Kastilien (1342-1374) ⚭ Beatrix von Portugal (1347-1381)                | Sancho von Kastilien (1342-1374) ⚭ Beatrix von Portugal (1347-1381)                |
| Großeltern                                              | Johann I. von Portugal (1357-1433) ⚭ Philippa von Lancaster (1360-1450) | Johann I. von Portugal (1357-1433) ⚭ Philippa von Lancaster (1360-1450) | Johann I. von Portugal (1357-1433) ⚭ Philippa von Lancaster (1360-1450)             | Johann I. von Portugal (1357-1433) ⚭ Philippa von Lancaster (1360-1450)             | Ferdinand I. von Aragonien (1380-1416) ⚭ Eleonore Urraca von Kastilien (1374-1435) | Ferdinand I. von Aragonien (1380-1416) ⚭ Eleonore Urraca von Kastilien (1374-1435) | Ferdinand I. von Aragonien (1380-1416) ⚭ Eleonore Urraca von Kastilien (1374-1435) | Ferdinand I. von Aragonien (1380-1416) ⚭ Eleonore Urraca von Kastilien (1374-1435) |
| Eltern                                                  | Eduard von Portugal (1391-1438) ⚭ Eleonore von Aragonien (1402-1445)    | Eduard von Portugal (1391-1438) ⚭ Eleonore von Aragonien (1402-1445)    | Eduard von Portugal (1391-1438) ⚭ Eleonore von Aragonien (1402-1445)                | Eduard von Portugal (1391-1438) ⚭ Eleonore von Aragonien (1402-1445)                | Eduard von Portugal (1391-1438) ⚭ Eleonore von Aragonien (1402-1445)               | Eduard von Portugal (1391-1438) ⚭ Eleonore von Aragonien (1402-1445)               | Eduard von Portugal (1391-1438) ⚭ Eleonore von Aragonien (1402-1445)               | Eduard von Portugal (1391-1438) ⚭ Eleonore von Aragonien (1402-1445)               |
| Johanna von Portugal (1439-1475), Königin von Kastilien |                                                                         |                                                                         |                                                                                     |                                                                                     |                                                                                    |                                                                                    |                                                                                    |                                                                                    |